# Erste Hilfe

Piktogramm Erste Hilfe – gemäß ISO 7010

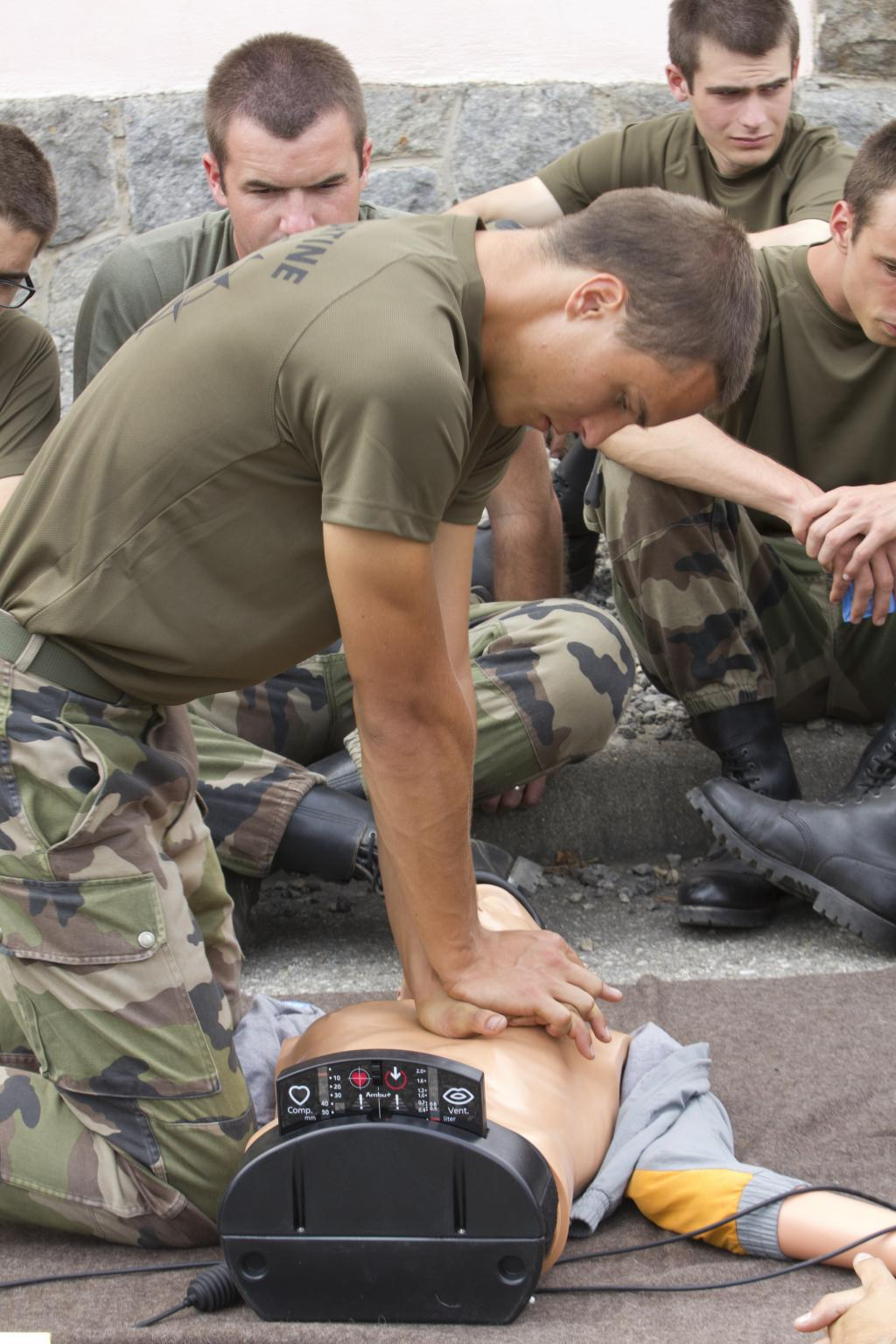
Soldaten üben die Herzdruckmassage

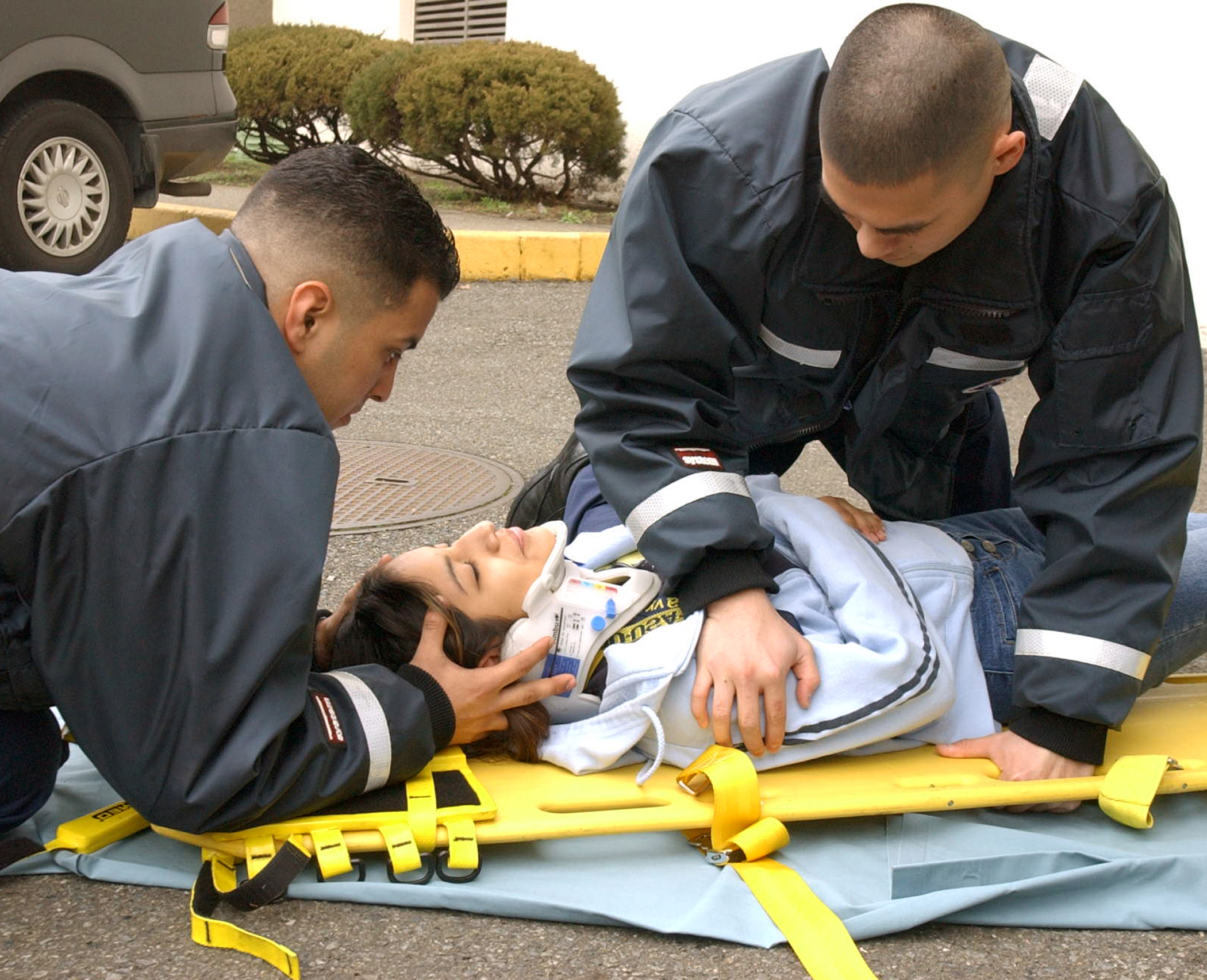
US-Krankenpfleger üben die Rettung eines Patienten mit vermuteter Wirbelsäulen-Verletzung

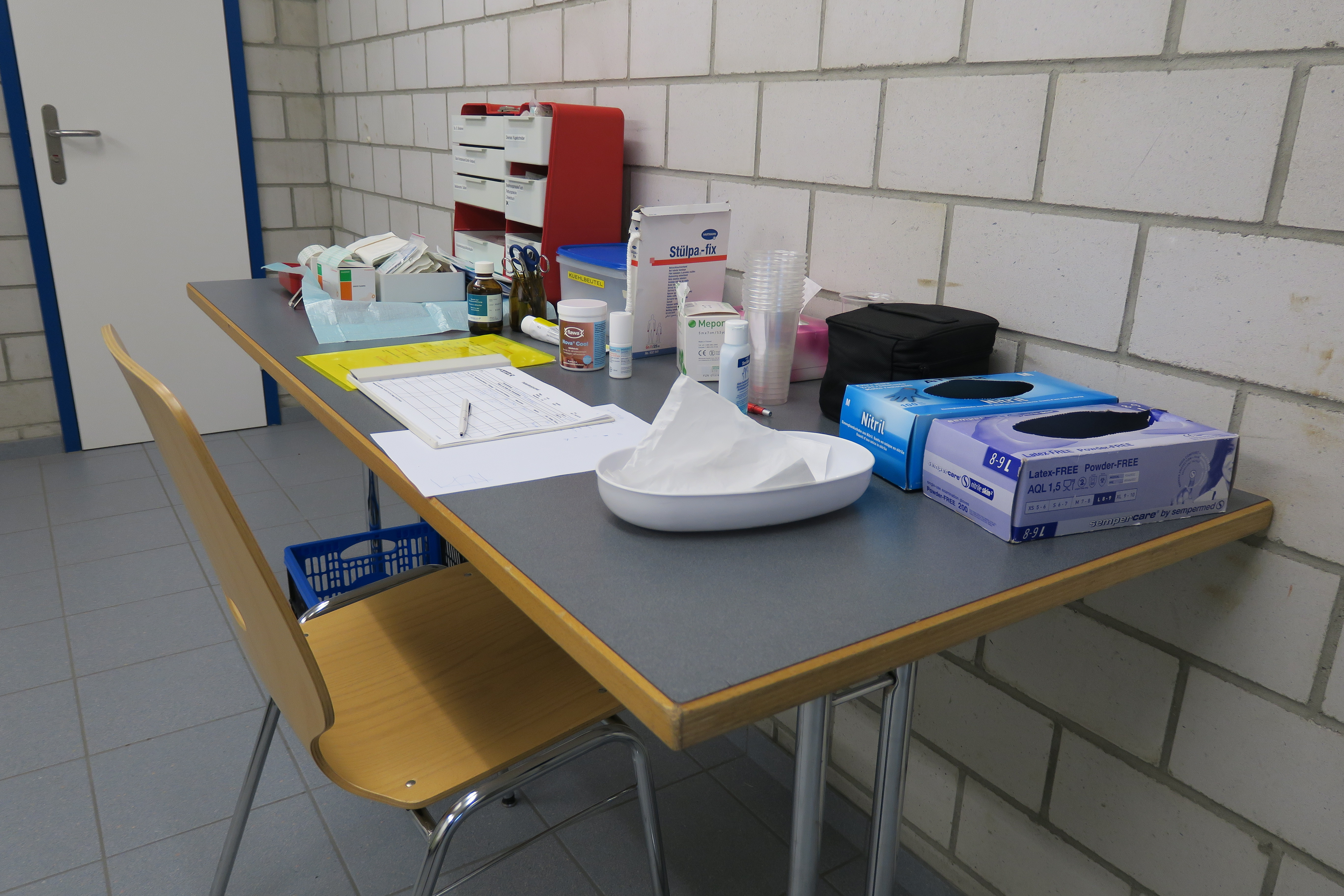
Arbeitstisch im Erste-Hilfe-Raum bei einem Turnfest

Unter Erster Hilfe versteht man lebensrettende und gesundheitserhaltende Sofortmaßnahmen, die einfach erlernt und bei medizinischen Notfällen, etwa bei Atem- oder Kreislaufstillstand oder Blutungen, angewendet werden können. In der Rettungskette übernehmen Ersthelfer die Alarmierung des Rettungsdienstes, die Absicherung der Unfallstelle und die Betreuung der erkrankten bzw. verunfallten Personen, bis professionelle Hilfe eintrifft.
Je nach Kontext werden sowohl Personen, die Erste Hilfe leisten, als auch solche mit Erste-Hilfe-Ausbildung als Ersthelfer bezeichnet (z. B. Betriebsersthelfer).

## Inhalte einer Erste-Hilfe-Ausbildung
Die Ausbildungsinhalte können sich je nach Ausbildungsstufe und Spezialisierung deutlich unterscheiden.
Lebensrettende Sofortmaßnahmen
- Stabile Seitenlage (SSL)
- Atemwegsmanagement, Heimlich-Manöver
- Herz-Lungen-Wiederbelebung (HLW)
- Automatisierter externer Defibrillator (AED)
- Schocklagerung

Akute Erkrankungen
- Erkennung von Herzinfarkten und Schlaganfällen
- Epilepsie
- Vergiftungen, Verätzungen
- Asthma und Hyperventilation
- Bauchschmerzen, Geburt
- Unterzuckerung
- Sonnenstich, Hitzschlag, Hitzeerschöpfung
- Erfrierungen und Unterkühlung

Verletzungen und Wundversorgung
- Verletzung der Wirbelsäule, Halsschienengriff, Halskragen
- Druckverband
- PECH-Regel
- Knochenbruch, Zerrung und Prellung mit Fixationen und Ruhigstellen
- Brandverletzung und Verbrühung
- Augenverletzung, Ohrenverletzung, Nasenbluten
- Desinfektion
- Wundverbände für verschiedene Zwecke: Abdeckung, Blutstillung, Wundheilung, Fixation

Medikamente
- Arzneimittelkenntnis
- Schmerzmittel
- Nitroglyzerin und ASS bei Herzinfarkten
- Epinephrin bei allergischen Notfällen

Weiteres
- Notrufnummern
- Absicherung der Unfallstelle
- Bergung, Rettung aus Gefahrenzone, Tragegriffe
- Wasserrettung
- Handlungsschemata wie FAST, ABCDE
- Psychologische Erste Hilfe (Gesprächsführung)
- Inhalt und Verwendung des Erste-Hilfe-Kastens
- Rettungskette
- Triage
- Einsatzleitung

## Geschichte
Eine frühe, wenn nicht die erste Publikation über Erste Hilfe (Zuflucht des Klugen bei Abwesenheit des Arztes) hatte im 14. Jahrhundert der im mamlukischen Kairo tätige ägyptische Arzt Šams ad-Dīn Moḥammad al-Akfānī verfasst.
Im späten 18. Jahrhundert war das Ertrinken eine der am meisten gefürchteten Todesursachen. Im Jahr 1767 bildete sich in Amsterdam eine Wasserrettungsorganisation, und der britische Arzt William Hawes veröffentlichte im Jahr 1773 Traktate über die künstliche Beatmung bei scheinbar ertrunkenen Menschen. 1774 wurden die Society for the Recovery of Persons Apparently Drowned und später die Royal Humane Society gegründet, die ebenfalls zur Verbreitung von Wiederbelebungstechniken beitrugen.
Die Geschichte der Ersten Hilfe ist eng mit dem Militär verbunden. Auf den Arzt Napoleons, Baron Dominique Jean Larrey, geht die Gründung eines Sanitätskorps zurück, das auf dem Schlachtfeld medizinische Hilfe leistete. Schon unter den römischen Legionären gab es allerdings die Funktion des Capsarius, der Verwundete versorgte und zum Lazarett brachte. Das Rote Kreuz wurde gegründet, nachdem Henry Dunant die Folgen der Schlacht von Solferino (1859) betrachtete. Seither sind die verschiedenen Rotkreuz- und Rothalbmond-Organisationen die wichtigsten Anbieter von Erster Hilfe und diesbezüglicher Ausbildungen.
Die ersten formellen Ausbildungen in Erster Hilfe entstanden durch die Tätigkeit des preußischen Militärarztes Friedrich von Esmarch, der nach 1870 in Vorlesungen und Schriften verschiedene Techniken lehrte. Zum ersten Mal wurde Soldaten beigebracht, wie mit dem vielseitig verwendbaren Dreiecktuch Wunden zu verbinden und Glieder zu schienen sind – lange bevor sie diese Hilfe in einer Notsituation benötigen würden.
Im Jahr 1872 verschob der Order of Saint John sein Augenmerk von der Hospiz-Pflege auf die praktische medizinische Hilfe und finanzierte die ersten Krankenwagen des Vereinigten Königreichs. Daraus entstand schließlich die in englischsprachigen Ländern verbreitete Erste-Hilfe-Organisation St John Ambulance, die mit der Johanniter-Unfall-Hilfe auch einen deutschen Ableger hat.
Der britische Militärarzt Peter Shepherd hörte von der Arbeit von Esmarchs und führte zusammen mit dem Oberst und späteren Politiker Francis Duncan mittels Vorlesungen und Veröffentlichungen ein gleichwertiges Programm in der britischen Armee ein. Mit der Unterstützung des Order of Saint John bot Shepherd seine Vorträge an der presbyterianischen Schule von Woolwich – wo er stationiert war – nun auch Zivilisten an.
Als von Esmarch 1885 in der Kaufmannschaft einen Vortrag hielt, wandte er sich persönlich an die Vorsitzende des Roten Kreuzes in Lübeck, die Frau des Stadtphysicus Carl Türk, um ihr die Unterweisungen im Samariterdienst nahezulegen. Es erwuchs der Vorschlag diese Unterweisungen für alle Seemannsschulen an der deutschen Küste für die Steuerleute obligatorisch zu machen. So wurden sie an deren Navigationsschule als der ersten deutschen zivilen Einrichtung für verbindlich erklärt.
In Deutschland wurde für Medizinstudenten eine Ausbildung in Erster Hilfe mit der Approbationsordnung für Ärzte vom 1. Oktober 1972 Voraussetzung für die Teilnahme an der ärztlichen Vorprüfung.

## Die Erste Hilfe in der Rettungskette
Wenn eine Kette reißt, reißt sie immer an ihrer schwächsten Stelle. Um eine optimale Versorgung der erkrankten bzw. verunfallten Personen sicherzustellen, ist jede nachfolgende Station in der Rettungskette darauf angewiesen, dass die vorangehende Hilfe schnell und sorgfältig geleistet wird. Dadurch wird die große Bedeutung der Ersthelfer unterstrichen: Ohne das rechtzeitige Handeln eines Ersthelfers – insbesondere das Alarmieren – kann der Rettungsdienst kein Leben retten.
Die Rettungskette wird je nach Organisation und Quelle unterschiedlich dargestellt. Hier die Gliederung, die vom Schweizerischen Samariterbund verwendet wird:
| Glied | Tätigkeit | Wer leistet die Hilfe?                                             |
| ----- | --- | ------------------------------------------------------------------ |
| 1     | Notruf, Unfallstelle sichern, Eigenschutz beachten, falls möglich bzw. notwendig: Patient aus Gefahrenzone bergen | Ersthelfer                                                         |
| 2     | Lebensrettende Sofortmaßnahmen (Beatmung, Herzmassage, Defibrillation)                                            | Ersthelfer (mindestens bis zur Übernahme durch den Rettungsdienst) |
| 3     | Weitere Hilfe (z. B. Wundversorgung)                                                                              | Je nachdem: Ersthelfer, Rettungsdienst oder Notarzt                |
| 4     | Zustand des Patienten stabilisieren und überwachen Transport zum Krankenhaus                                      | Notarzt Rettungsdienst                                             |
| 5     | Versorgung in der Notaufnahme des Krankenhauses                                                                   | Ärzte verschiedener Fachrichtungen, Pfleger, andere Fachkräfte     |

Innerhalb der Rettungskette kann nicht klar abgegrenzt werden, wo die Erste Hilfe aufhört und die professionelle Hilfe beginnt. Während manche Ausbildungen auf die Alarmierung und die lebensrettenden Sofortmaßnahmen (1. und 2. Glied) ausgerichtet sind, befähigen manche Ersthelferausbildungen auch zu Aktivitäten des 3. und 4. Glieds der Rettungskette. Noch deutlicher wird dies in besonderen Situationen wie Höhenbergsteigen, Höhlenforschung und Forschungsexpeditionen. Bei einem Notfall muss die medizinische Versorgung und der Rettungstransport nicht selten in eigener Verantwortung durchgeführt werden.
Die Rettungskette wird je nach Region durch First-Responder-Systeme ergänzt (deutscher Begriff: Helfer vor Ort). First Responder sind zwischen reinen Ersthelfern und den Rettungsdiensten angesiedelt. Da sie breiter gestreut sind als Rettungswachen und schneller vor Ort sind als herkömmliche Sanitäter und Notärzte verstärken sie vor allem das zweite Glied der Rettungskette, und entlasten Rettungsdienste beim dritten Glied. Im Kanton Bern etwa rückt die Polizei als First Responder aus, in anderen Gebieten kann dies ein Mitglied der Feuerwehr oder einer Erste-Hilfe-Organisation sein. Der First Responder verfügt über eine separate Ausbildung, diese ist bundesweit in Deutschland möglich.
Zunehmend werden auch Smartphone-Apps entwickelt, über die zufällig in der Nähe des Notfallortes befindliche registrierte Ersthelfer geortet und alarmiert werden können.

## Psychische Erste Hilfe
Wirksame Erste Hilfe umfasst neben medizinischen auch psychologische Maßnahmen. Menschliche Nähe bedeutet Beruhigung und Erleichterung. Psychische Maßnahmen bewirken eine Stabilisierung der psychischen Situation des Betroffenen und sind für die Bewältigung der Unfallsituation sowie den Heilungserfolg von großer Bedeutung.
Die 4-S-Regeln zur Psychischen Ersten Hilfe:
1. Sage, dass du da bist und dass etwas geschieht
2. Schirme den Verletzten vor Zuschauern ab
3. Suche vorsichtigen Körperkontakt
4. Sprich und höre zu

Weltweit existieren mit Programmen wie Mental Health First Aid (MHFA) und Mental Health Facilitator vereinzelte Angebote privater Anbieter, um Wissen über psychologische Aspekte der Ersten Hilfe sowie Erste Hilfe bei psychologischen Notfällen zu verbreiten.

## Situation in verschiedenen Ländern
In vielen Ländern sind Erste-Hilfe-Kurse verpflichtend vorgeschrieben, um einen Führerschein zu erhalten, beziehungsweise müssen Arbeitgeber eine bestimmte Anzahl Mitarbeiter zu Ersthelfern (Betriebssanitätern) ausbilden. Jedoch kann man an diesen Kursen auch unabhängig davon jederzeit teilnehmen – dies wird auch stark empfohlen, um in einer Notsituation richtig reagieren zu können. Ebenso wird es empfohlen, die Kenntnisse immer wieder aufzufrischen, damit der Ersthelfer mit hoher Selbstsicherheit die richtigen Entscheidungen trifft.

### Deutschland

#### Lebensrettende Sofortmaßnahmen
In diesem Lehrgang wurden nur Lebensrettende Sofortmaßnahmen (LSM) aus der Ersten Hilfe vermittelt. Die Lehrgangsdauer betrug 4 Unterrichtseinheiten à 90 Minuten. Seit dem 1. April 2015 ersetzt der neue Erste-Hilfe-Lehrgang (siehe unten) die bisherige LSM-Schulung. Der Teilnehmer sollte nach der Absolvierung des LSM-Lehrganges als Sofort- / Ersthelfer an einer Unfallstelle handeln können. Die Vorlage der Teilnahmebescheinigung war in Deutschland eine Voraussetzung für den Erwerb der Führerscheinklassen AM, A1, A2, A, B, BE, L und T. Für den Führerscheinerwerb waren die älteren LSM-Bescheinigungen noch bis zum 21. Oktober 2017 gültig, seitdem werden nur noch Erste-Hilfe-Kurse akzeptiert. Auch für den Erwerb der Privatpilotenlizenz (PPL) war eine Teilnahme erforderlich.
Eine gesetzliche Wiederholungspflicht sieht die Fahrerlaubnis-Verordnung (FeV § 19 FEV) nicht vor. Das Straßenverkehrsgesetz (§ 2 Abs. 2 Nr. 6 StVG) schreibt vor, dass der Bewerber um eine Fahrerlaubnis Erste Hilfe leisten kann. Das Wissen sollte laut allgemeinen Empfehlungen alle 2 bis max. 3 Jahren aufgefrischt werden.

#### Erste-Hilfe-Lehrgang
In diesem Lehrgang sollen die Maßnahmen zur Erstversorgung von vital bedrohten Betroffenen vermittelt werden. Die hier erwerbbaren Kenntnisse sind bei vielen Notfällen, die sich im privaten und beruflichen Umfeld ereignen können, hilfreich bis lebensrettend. Hierbei geht es zu einem großen Teil um Notfälle bezüglich Atmung und Kreislauf. Auch die Versorgung von Verletzungen, Verbrennungen, Schockzuständen sowie Vergiftungen wird gelehrt. Die Dauer umfasst 9 Unterrichtseinheiten à 45 Minuten (vor dem 1. April 2015: 8 Unterrichtseinheiten à 90 Minuten).
Der Kurs ist in Deutschland Pflicht für alle Führerscheinklassen, für den Erwerb des Personenbeförderungsscheins, der Jugendleitercard, für die Zulassung zum Physikum, und für betriebliche Ersthelfer (siehe D/A). In einigen Fällen muss der Kurs zusätzlich regelmäßig wiederholt werden (etwa alle zwei Jahre bei betrieblichen Ersthelfern).
Die Ausbildung in einem Erste-Hilfe-Lehrgang vermittelt unter anderem folgende Kenntnisse:
- Verhalten an der Notfallstelle
- Erstes Glied der Rettungskette: Absichern, Eigenschutz, Notruf, Sofortmaßnahmen
- Zweites Glied der Rettungskette: Erste Hilfe/Weitere Maßnahmen bei
  - Schock als lebensbedrohlicher Zustand
  - Wunden und Wundversorgung, Blutstillung
  - Vergiftungen (z. B. mit Alkohol, Medikamenten, Lebensmitteln, Kohlendioxid, Kohlenmonoxid, Pflanzenschutzmitteln, Chemikalien oder Drogen)
  - Krampfanfall (Epilepsie) und Schlaganfall (Hirninfarkt)
  - thermischen Schädigungen (Verbrennungen, Erfrierung und Unterkühlung)
  - Verätzungen
  - Insektenstichen (besonders in Mund und Rachen)
  - Gewalteinwirkung auf den Kopf (Kopfverletzung), Gehirnerschütterung
  - Ersticken (Verschlucken von Fremdkörpern)
  - Bauchverletzungen, akute Erkrankungen des Bauchraums mit Übelkeit und Durchfall oder Erbrechen
  - Herz-Kreislauf-Störungen (Herz-Kreislauf-Stillstand, Herzinfarkt, Schlaganfall und Herzrhythmusstörungen)
  - Knochen- und Gelenkverletzungen
  - Seelische Betreuung des Verunfallten/Patienten
- Drittes Glied der Rettungskette: Rettungsdienst
- Viertes Glied der Rettungskette: Krankenhaus

Seit 2005 wird die Rettungskette viergliedrig angegeben. Die frühere Trennung zwischen den „Sofortmaßnahmen“ und dem „Notruf“ wurde aufgehoben, der Notruf erfolgt möglichst parallel zu den anderen Sofortmaßnahmen.
Eine Abschlussprüfung des erworbenen Wissens und der erlernten praktischen Fähigkeiten erfolgt nicht. Nur die Teilnahme wird bescheinigt. Hinweise auf die ggf. seelische Betreuung von traumatisierten Ersthelfern nach z. B. schweren Unfällen sind nicht vorgegeben.

#### Spezielle Erste-Hilfe-Lehrgänge
Inzwischen bieten viele Hilfsorganisationen und andere zugelassene Anbieter individuell auf den Kunden abgestimmte Lehrgänge an, beispielsweise für Angehörige besonderer Risikogruppen:
- Erste Hilfe bei Kindernotfällen (für Eltern, Großeltern, Erzieher und andere Aufsichtspersonen von Kindern bis ca. 10 Jahren)
- Erste Hilfe bei Sportunfällen (für Sportlehrer, Übungsleiter, Trainer)
- Erste Hilfe bei Senioren
- Erste Hilfe bei Behinderten
- Erste Hilfe bei Herz-/Kreislaufpatienten
- Erste Hilfe im Outdoor-Bereich, u. a. spezifische Kurse für die Erstversorgung im alpinen Bereich
- Erste Hilfe für Seeleute (erweiterte Kurse, die z. B. das Legen von Infusionen beinhalten)[11]
- Erste-Hilfe-Kurse, die online durchgeführt werden und während der COVID-19-Pandemie eingeführt wurden

Zum anderen gibt es Lehrgänge, die auf bestimmte Gruppen von Ersthelfern abgestimmt sind:
- Erste Hilfe für Medizinstudenten
- Erste Hilfe für den Straßenverkehr
- Erste Hilfe für betriebliche Ersthelfer
- Erste Hilfe für den privaten und häuslichen Bereich
- Erste Hilfe für Kinder, Jugendliche, geistig oder körperlich Behinderte
- Einsatzersthelfer für Soldaten der Bundeswehr
- Erste Hilfe für Fachübungsleiter von Sportverbänden

Diese Lehrgänge werden teilweise auch in Zusammenarbeit mit Schulen, Kindergärten oder Behinderteneinrichtungen durchgeführt.
Neu im Programm sind die Lehrgänge „Lebensrettende Sofortmaßnahmen mit Selbstschutzinhalten“ und auch „Erste Hilfe mit Selbstschutzinhalten“, die inhaltlich einem Lehrgang in lebensrettenden Sofortmaßnahmen bzw. Erste Hilfe entsprechen und um Themen aus dem Zivil- und Bevölkerungsschutz ergänzt wurden. Diese Lehrgänge werden nur zu 100 % vom Bund finanziert, wenn die sehr engen Vorgaben erfüllt sind (Achtung: Finanzierung ist limitiert). Zu den Vorgaben gehört eine sehr enge Altersspanne der Teilnehmer (14 bis 16 Jahre) und maximal 15 Teilnehmer je Lehrgang.

#### Betriebliche Ersthelfer
In jedem Betrieb in Deutschland muss eine ausreichende Anzahl ausgebildeter betrieblicher Ersthelfer „zur Verfügung stehen“ nach § 10 ArbSchG und präzisiert in § 26 der DGUV Vorschrift 1.
Diese betrieblichen Ersthelfer müssen, wie oben erwähnt, eine Schulung im Umfang von 9 Ausbildungseinheiten durchlaufen. Spätestens alle zwei Jahre ist eine geeignete Auffrischungsveranstaltung à 9 Einheiten zu besuchen. Je nach Betriebsart sind zwischen 5 und 10 % Ersthelfer als Richtwert genannt. Bereits ab zwei Beschäftigten ist ein Ersthelfer erforderlich. Die Verwendung des Erste-Hilfe-Kastens muss im Verbandbuch dokumentiert werden.

#### Sanitätslehrgänge
Sanitäterlehrgänge werden teilweise als Breitenausbildung angeboten oder dienen der Ausbildung für den Bevölkerungsschutz (Katastrophenschutz/Zivilschutz).
Für einige Berufsgruppen (Personen- und Objektschutz, für alle Waffenträger, für Diensthundeführer) ist eine Sanitätsausbildung verbindlich vorgeschrieben. Die Sanitätsausbildung setzt eine Grundausbildung in Erste Hilfe (in der Regel mit mindestens 9 Unterrichtseinheiten Umfang) voraus. Die Berufsgenossenschaften schreiben darüber hinaus vor, dass in Betrieben je nach Betriebsgröße eine entsprechende Zahl an Ersthelfern anwesend sein muss (ab zwei Belegschaftsmitglieder). Ausschließlich approbierte Ärzte und Zahnärzte werden ohne gesonderte Aus- und Fortbildung als Ersthelfer angesehen. Ab einer gewissen Betriebsgröße ist eine Ausbildung zum Betriebssanitäter vorgeschrieben (ab 1500 anwesende Belegschaftsmitglieder, auf Baustellen ab 100). Diese Ausbildung dauert deutlich länger als ein normaler Erste-Hilfe-Lehrgang (Erste Hilfe = 9 Unterrichtseinheiten. versus Betriebssanitäterausbildung = (mind.) 95 Unterrichtseinheiten, wobei Letztere auf einem Erste-Hilfe-Kurs aufbaut) und beinhaltet auch Grundlagen der ärztlichen Assistenz. Die Ausbildung gliedert sich in einen Grund- und einen Aufbaulehrgang (Rettungshelfer, -sanitäter, -assistent sowie die Ausbildung zum/zur Krankenpfleger/-schwester und Sanitätsunteroffizier der Bundeswehr werden als Grundausbildung anerkannt). Spätestens alle drei Jahre muss die Betriebssanitäterausbildung durch eine 16-stündige Fortbildung aufgefrischt werden. Die Aus- und Fortbildung dürfen nur durch sogenannte ermächtigte Stellen durchgeführt werden. Äquivalent zu den Betriebssanitätern sind die sogenannten Heilgehilfen gemäß den Bergverordnungen. (Quelle: Unfallverhütungsvorschrift – DGUV-Vorschrift 1, Grundsätze der Prävention, BGV A1 und Berufsgenossenschaftliche Grundsätze, BGG 949, herausgegeben vom Bundesverband der gewerblichen Berufsgenossenschaften, Stand 1. Januar 2004)

#### Weiterführende Lehrgänge
Lehrgänge oder Berufsausbildungen, die über die Vermittlung von Erste-Hilfe-Wissen für Ersthelfer weit hinausgehen, sind zum Beispiel Lehrgänge für Helfer vor Ort (nur D), Rettungshelfer (nur D), Rettungssanitäter (D, Ö) und Notfallsanitäter (D, Ö). Die Berufsausbildung zum Notfallsanitäter ersetzte im Jahr 2014 die des Rettungsassistenten, welche durch eine Weiterbildung sich zu diesem weiterqualifizieren konnten. Informationen zu diesen Ausbildungslehrgängen findet man unter den entsprechenden Stichworten. Beim Rettungsassistenten und Notfallsanitäter handelt es sich in Deutschland um eine Berufsausbildung. In Österreich gilt dies sowohl für die Ausbildung zum Rettungssanitäter als auch für die zum Notfallsanitäter.

#### Anbieter
Anbieter in Deutschland sind unter anderem die Orts- oder Kreisbüros der Hilfsorganisationen sowie privat zugelassene Bildungsanbieter. Diese Hilfsorganisationen haben sich in der Bundesarbeitsgemeinschaft Erste Hilfe zusammengeschlossen. Darüber hinaus existiert eine Vielzahl von Angeboten privater Bildungsträger, die sich im „Verband der privaten Erste Hilfe Schulen e. V.“ organisieren. Die Mitgliedschaft der privaten Bildungseinrichtungen in diesem Verband ist keine Voraussetzung für die Genehmigung und Durchführung dieser Lehrgänge, jedoch haben sich seine Mitglieder zur Qualitätssicherung der Ausbildung in Form eines Qualitätssiegels verpflichtet. Außerdem unterliegen alle Anbieter der Qualitätskontrolle durch Landesbehörden und Berufsgenossenschaften.
Voraussetzung zur Durchführung von Ausbildungen in Lebensrettenden Sofortmaßnahmen (LSM) und Erster Hilfe (EH) ist die Anerkennung als amtliche Stelle nach § 68 FeV durch die zuständige Landesbehörde, die Anerkennung durch die Berufsgenossenschaften berechtigt zur Aus- und Fortbildung für die Berufsgenossenschaften und Unfallkassen. Die Anerkennung nur durch die Berufsgenossenschaften berechtigt ebenfalls zur Unterweisung für die Erlangung einer Fahrerlaubnis.
Die Berechtigung zur Ausbildung in der Ersten Hilfe und im Sanitätsdienst im Rahmen beruflicher und akademischer Ausbildungen regeln die Länder über die zuständigen Ministerien und Brandschutzämter. Eine Anerkennung nach § 68 FeV ist in der Regel dann erforderlich, wenn das Berufszeugnis gemäß § 19 Abs. 5 Satz 1 bis 3 zum Erwerb der Fahrerlaubnis anerkannt wird.
Diese Lehrgänge sowie alle anderen auf der Grundlage der FeV dürfen nur in Räumlichkeiten der jeweiligen Ausbildungsstelle oder in speziellen, dafür im Zulassungsbescheid genehmigten Räumlichkeiten und nur durch speziell dafür autorisierte Personen erfolgen. Keine beruflichen Qualifikationen (auch nicht Lehrrettungsassistenten) berechtigen zu diesen Ausbildungen. Die Bezeichnung „Sanitätsschule“ berechtigt nicht automatisch zur Durchführung von Sanitäter- und Sanitätshelferlehrgängen. Das gilt auch für Ausbildungsstellen für Betriebssanitäter oder für Lehrkräfte.

### Österreich

#### Umfang
Der Lehrplan für den Erste-Hilfe-Kurs in Österreich hat folgende Struktur:
- Warum sollte man Erste Hilfe leisten?
- Ausrüstung für Erste Hilfe
- Grundlagen der Ersten Hilfe
  - Rettungskette: Absichern, Erste Hilfe leisten und Notruf absetzen (parallel), Rettungsdienst, weitere Versorgung
  - Aufgaben des Ersthelfers
  - Gefahrenzonen, Absichern, Erkennen, Spezialkräfte anfordern
  - Notruf: Möglichkeiten, Welche Fragen werden gestellt?, Notrufnummern und andere wichtige Telefonnummern
  - Helmabnahme, wegziehen, retten (vormals „bergen“) mit dem Rautekgriff
  - Notfallcheck
  - umdrehen (aus Bauchlage in Rückenlage), wegziehen, jemanden auf eine Decke bringen
  - Basismaßnahmen (ehemals Schockbekämpfung)
  - Lagerungen bei Bewusstsein
- Regloser Notfallpatient
  - Notfallcheck inkl. „Notfalldiagnose“
  - Bewusstlosigkeit – Stabile Seitenlage
  - Atem-Kreislauf-Stillstand: Herzdruckmassage, Beatmung, Defibrillation
- Akute Notfälle – jeweils erkennen und Erstmaßnahmen
  - Herzinfarkt
  - Schlaganfall
  - Krampfanfall
  - Zuckerkrankheit
  - Asthmaanfall
  - Kollaps
  - Sonnenstich
  - Verschlucken
  - Vergiftung
  - Allergische Reaktion
  - Starke Blutung (Druckverband, Fingerdruck)
- Wunden
  - Pflasterverbände
  - Kopfverband, Handverband, Knieverband mit Dreiecktuch
  - Nasenbluten
  - Tierbiss
  - Fremdkörper in der Wunde
  - Verbrennung
  - Verätzung
- Knochen und Gelenksverletzungen
  - Armverletzung (Armtragetuch)
  - Beinverletzung
  - Verstauchung

#### Anbieter
In Österreich wird die Erste-Hilfe-Ausbildung von gemeinnützigen Rettungsdiensten wie dem Österreichischen Roten Kreuz, der Johanniter-Unfall-Hilfe oder dem Arbeiter-Samariter-Bund getragen. Seit 2014 gehört der 16-stündige-Grundkurs zur Basisausbildung 1 (BA 1/Selbst- und Kameradenhilfe) der Grundwehrdiener im Bundesheer.
Die Erste Hilfe wird möglichst einfach gehalten, um jedem (auch ohne Material) die Möglichkeit zu geben, im Ernstfall adäquat Erste Hilfe leisten zu können. Das benötigt weder viel Material noch tiefes Grundlagenwissen wie Anatomie.
Maxime im Erste-Hilfe-Kurs: Erste Hilfe ist einfach!

#### Dauer und Arten
Folgende Arten von Erste-Hilfe-Kursen werden meist angeboten:
- 16 Stunden Grundkurs – wird für Führerschein D (Bus) benötigt
- 4 Stunden Auffrischungskurs
- 8 Stunden Auffrischungskurs
- Kindernotfallkurse (4 bis 16 Stunden)
- 6 Stunden Führerscheinkurs (Sofortmaßnahmen am Unfallort) – wird für Führerschein B benötigt
- Unterweisung für Defibrillatoren und diverse Spezialkurse

#### Betriebliche Ersthelfer
Laut Arbeitsstättenverordnung (AStV) müssen in Betrieben betriebliche Ersthelfer ausgebildet sein (§ 40 AStV).
In Büros oder in Arbeitsstätten mit vergleichbarem Unfallrisiko:
- 1 Ersthelfer bei bis zu 29 regelmäßig gleichzeitig beschäftigten Arbeitnehmern
- 2 Ersthelfer bei 30 bis 49 regelmäßig gleichzeitig beschäftigten Arbeitnehmern
- jeweils ein zusätzlicher Ersthelfer für je 20 weitere regelmäßig gleichzeitig beschäftigte Arbeitnehmer

in allen anderen Arbeitsstätten:
- 1 Ersthelfer bei bis zu 19 regelmäßig gleichzeitig beschäftigten Arbeitnehmern
- 2 Ersthelfer bei 20 bis 29 regelmäßig gleichzeitig beschäftigten Arbeitnehmern
- jeweils ein zusätzlicher Ersthelfer für je 10 weitere regelmäßig gleichzeitig beschäftigte Arbeitnehmer

für Baustellen:
- 1 Ersthelfer bei bis zu 19 von einem Arbeitgeber auf einer Baustelle beschäftigten Arbeitnehmern
- 2 Ersthelfer bei 20 bis 29 regelmäßig beschäftigten Arbeitnehmern
- jeweils ein zusätzlicher Ersthelfer für je 10 weitere regelmäßig von einem Arbeitgeber auf einer Baustelle beschäftigte Arbeitnehmer

Ersthelfer müssen über eine mindestens 16-stündige Ausbildung verfügen (in Betrieben unter fünf Beschäftigten eine achtstündige). Alle vier Jahre ist eine achtstündige Auffrischung zu absolvieren, alternativ alle zwei Jahre eine vierstündige.

### Schweiz

#### Anbieter und Angebote
In der Schweiz bieten verschiedene Organisationen des Schweizerischen Roten Kreuzes, nämlich die Samariter Schweiz, die Schweizerische Lebensrettungs-Gesellschaft (SLRG) und der Schweizerische Militär-Sanitäts-Verband auf nicht-kommerzieller Basis Erste-Hilfe Kurse an. Der zweite große Anbieter, das Schweizerische Sanitäts-Korps – ein Verband von Ärzten, Sanitätern und Ausbildnern – arbeitet zumeist mit kommerziellen Partnern zusammen (vor allem Fahrlehrer, Migros-Klubschule, TCS).
Der Interverband für Rettungswesen (IVR) zertifiziert und standardisiert einen großen Teil der Ausbildungen. Als Beispiel eine Übersicht über die vom Samariterbund angebotenen Kurse:
| Kurs                             | Inhalt | Zielgruppe                                                                                                 | Dauer des Kurses (in Stunden) | Gültigkeitsdauer des Ausweises (in Jahren) | Voraussetzung                                                              |
| -------------------------------- | --- | --- | ----------------------------- | ------------------------------------------ | -------------------------------------------------------------------------- |
| Nothelferkurs                    | Nach Art. 10 VZV: Sicherung der Unfallstelle, Alarmierung, Erhalt lebenswichtiger Körperfunktionen, Lagerung der verletzten Person, Beatmung, schwere Blutungen, Grundlagen der Herzmassage | Lernfahrer (Kategorien A, A1, B und B1) müssen einen gültigen Ausweis besitzen                             | 10                            | 6                                          | keine                                                                      |
| Ersthelfer IVR 1                 | Allgemeine erste Hilfe in alltäglichen Situationen (Verkehr, Haushalt, Arbeitsplatz, Freizeit) und korrekte Alarmierung. Der Ersthelfer kann Anweisungen der Notrufzentrale situationsgerecht umsetzen. Die Teilnehmer erhalten zusätzlich die Zertifikate für den Nothelferkurs und BLS-AED-SRC.                                                                       | allgemein                                                                                                  | 14                            | 2 (bzw. 6 und 3)                           | keine                                                                      |
| Ersthelfer IVR 2                 | Früher als „Samariterkurs“ bekannt. Vertieft und erweitert Ersthelfer IVR 1, unter anderem durch: Beurteilung, Erstversorgung und Beobachtung von unfallbedingten Körperschäden und akuten Erkrankungen bis professionelle Hilfe eintrifft; Beurteilung, ob und welche professionelle Hilfe angefordert werden muss; stufengerechte Einordnung von Gefahrensituationen. | z. B. Jugendgruppenleiter, Sporttrainer, nebenamtliche Betriebssanitäter                                   | 14                            | 2                                          | IVR 1 oder Nothelfer + BLS-AED-SRC                                         |
| Ersthelfer IVR 3                 | Bindeglied zur professionellen Rettung. Differenzierte Situationsbeurteilung, bestmögliche Versorgung des Patienten aufgrund der vorhandenen Ressourcen. Assistiert Notarzt und Rettungssanitäter. | z. B. neben- oder hauptamtliche Betriebssanitäter                                                          | 42                            | 1                                          | IVR 2                                                                      |
| BLS-AED-SRC                      | Beatmung, Herzdruckmassage und Einsatz eines Defibrillators nach den Richtlinien des Swiss Resuscitation Council. | allgemein, insbesondere aber Angehörige von Herzpatienten, Polizisten, Feuerwehrleute, Fitnessinstruktoren | 4                             | 3                                          | keine                                                                      |
| Notfälle bei Kleinkindern        | Gefahrenerkennung, Patientenbeurteilung, Verschlucken von Gegenständen, Wiederbelebung | Eltern, Kinderbetreuer                                                                                     | 4                             | unbegrenzt                                 | keine                                                                      |
| Erster-Hilfe-Teil des CZV-Kurses | Nach Anhang CZV, Ziffer 3.5: Lagebeurteilung, Vermeidung von Folgeunfällen, Alarmierung, Bergung und erste Hilfe, Verhalten/Evakuation bei Feuer, Vorgehen bei Gewalttaten, Erstellung von Unfallmeldungen | Obligatorisch für Personen, die beruflich Fahrzeuge der Kategorien C, C1, D oder D1 fahren                 | 2 × 8                         | 5                                          | keine (faktisch Nothelferkurs, wegen früherem Lernfahrausweis Kategorie B) |

Werden Wiederholungskurse innerhalb der Gültigkeitsdauer besucht, verlängert sich diese. Eine Pflicht zu Wiederholungskursen besteht nicht, jedoch bestehen zum Beispiel Arbeitgeber (bei Betriebssanitätern), Sportverbände oder Jugendorganisationen darauf, dass die Ersthelfer jeweils über einen gültigen Ausweis verfügen.
Spezialisierte Erste-Hilfe-Kurse bieten an:
- SLRG: Unfälle beim Baden, Schwimmen und Wassersport
- Schweizer Alpen-Club: Notfälle beim Bergsport

#### Geschichte
Der Militärsanitätsverein Bern wurde 1880 gegründet, um an zivilen Großanlässen (z. B. Turn- und Schützenfeste) einen Sanitätsdienst zu bieten. 1885 wurde, ebenfalls in Bern, der erste Samariterverein gegründet, und 1888 der Schweizerische Samariterbund. Seit 1965 bieten die Samaritervereine Nothelferkurse für die Öffentlichkeit an, und seit 1977 ist der Besuch eines Nothelferkurses für Lernfahrer obligatorisch. Der Samariterbund führte 1993 Reanimationskurse ein.

#### Betriebssanität
In der Schweiz existiert keine genauere gesetzliche Regelung der Betriebssanität; das Gesetz schreibt vor, dass je nach Betriebsgefahren, Lage und Größe des Betriebs die „erforderlichen Mittel“ verfügbar sein müssen, und dass nötigenfalls ausgebildete Betriebssanitäter und Sanitätsräume zur Verfügung stehen müssen. Für die gerichtliche Praxis (z. B. Haftungsfragen) sind die Richtlinien des Staatssekretariats für Wirtschaft (SECO) und jene der verschiedenen Branchenverbände verbindlich.

## Rechtliche Situation
Viele Staaten verpflichten Personen dazu, in einem Notfall Hilfe zu leisten – ungeachtet ihrer jeweiligen Kenntnisse. Ebenso ermutigen viele Staaten Ersthelfer, indem sie explizit von Haftungsansprüchen freigestellt werden, solange sie in guter Absicht handeln (im englischen Sprachraum als „Good Samaritan Laws“ bekannt). Wichtige rechtliche Aspekte der Ersten Hilfe sind:
- unterlassene Hilfeleistung
- fahrlässige Körperverletzung bzw. Tötung
- zivilrechtliche Haftung wegen eines entstandenen gesundheitlichen oder materiellen Schadens
- vertragsrechtliche Haftung (z. B. Jugendgruppe beauftragt einen ausgebildeten Ersthelfer mit der Betreuung eines Sommerlagers)
- Kostenerstattung durch das Unfallopfer bzw. durch seine Versicherung
- Geschäftsführung ohne Auftrag (z. B. wenn für einen bewusstlosen Patienten kostenpflichtige Hilfe angefordert wird)

### Deutschland
In Deutschland ist jede Person verpflichtet, in Not geratenen oder hilflosen Personen Hilfe zu leisten, wenn es ihm den Umständen nach zuzumuten ist (vgl. § 323c Strafgesetzbuch). Wer nicht hilft, macht sich der unterlassenen Hilfeleistung schuldig, was mit Geld- oder Freiheitsstrafe geahndet werden kann.
Viele Angehörige einer Blaulichtorganisation (BOS) im Einsatz wie Polizei, Feuerwehr, Rettungsdienste, Katastrophenschutz, Zivilschutz, Zollwache und Justizwache sind durch ihre sogenannte Garantenstellung zu erweiterten Erstmaßnahmen verpflichtet, d. h., sie müssen ihrer erworbenen Qualifikation entsprechend handeln.
Ist der Hilfeleistende Arzt, so muss er nach der Rechtsprechung des Oberlandesgerichts München zumindest die Regeln des Basic Life Support (BLS) beachten. Andernfalls kommt eine Haftung in Frage.
Nicht zumutbar ist die Hilfeleistung dann, wenn für den Helfer durch die Hilfeleistung eine definierbare Gefahr besteht oder wenn andere wichtige Pflichten vernachlässigt werden, dabei sind jedoch die Rechtsgüter Leben und Gesundheit zu beachten. Wenn die Person die Hilfeleistung ablehnt oder wenn eindeutige Zeichen auf den Tod hinweisen (z. B. totale Zerstörung der lebenswichtigen Organe: Hirn, Herz und Lunge und auch bei der sichtbaren und riechbaren Verwesung), muss keine Hilfe geleistet werden.
Der Gesetzgeber schützt den Ersthelfer: wenn durch Erste-Hilfe-Leistungen Schäden an der Kleidung der verletzten Person oder durch Sofortmaßnahmen wie eine Herz-Druck-Massage gesundheitliche Beeinträchtigung entstehen, drohen Ersthelfern keine rechtlichen Konsequenzen. Voraussetzung ist jedoch, dass nicht grob fahrlässig oder vorsätzlich fehlerhaft gehandelt wird. Erwartet wird, dass das Wissen und die Fähigkeiten auf dem aktuellen Stand sind.
Ein gesetzlicher Anspruch von Ersthelfern auf ggf. notwendige Betreuung nach geleisteter Hilfe und/oder ein geregelter Zugang zur Krisenintervention besteht im Gegensatz zur psychologischen Unterstützung für hauptamtlich arbeitende Einsatzkräfte nicht. Für Ersthelfer – ob Laien- oder professionelle Ersthelfer – ist konzeptionell die nötige Hilfe für ihre Seele nicht vorgesehen. Ebenso wenig wird ihre Anwesenheit und Hilfeleistung für Verletzte regelmäßig registriert oder gar honoriert. So werden sie in Polizei- und Unfallberichten nur in Ausnahmefällen erwähnt.

### Österreich
In Österreich ist jeder Bürger verpflichtet, bei einem Notfall zu helfen, sofern es ihm körperlich und geistig zumutbar ist. Zumindest ein Notruf kann von jedem abgesetzt werden.
Es gibt in mehreren Gesetzen verankerte Strafen:
- § 94 Strafgesetzbuch: „Im-Stich-Lassen eines Verletzten“ – bis zu 3 Jahre Freiheitsstrafe
- § 95 Strafgesetzbuch: „Unterlassung der Hilfeleistung“ – bis 1 Jahr Freiheitsstrafe
- § 4 Absatz 2 Straßenverkehrsordnung: Hilfeleistungspflicht im Zusammenhang mit einem Verkehrsunfall.

Ersthelfer sind in Österreich geschützt. Wenn durch Erste-Hilfe-Leistungen Schäden an der Kleidung oder durch Sofortmaßnahmen gesundheitliche Beeinträchtigungen entstehen, drohen Ersthelfern keine rechtlichen Konsequenzen. Es ist in Österreich kein einziges Urteil wegen geleisteter Erster Hilfe bekannt, allerdings im Gegenteil wegen unterlassener Hilfeleistung genügend.

### Schweiz
Nach Art. 128 des Strafgesetzbuches wird die unterlassene Hilfeleistung mit bis zu drei Jahren Haft oder Geldstrafe geahndet. Bestraft wird:
- wer einem Menschen, den er verletzt hat, nicht hilft, obwohl es ihm zumutbar war
- wer einem Menschen, der in unmittelbarer Lebensgefahr schwebt, nicht hilft, obwohl es ihm zumutbar war
- wer andere Menschen bei der Hilfeleistung behindert, oder sie davon abhält

Art. 51 des Straßenverkehrsgesetzes besagt, dass bei einem Verkehrsunfall mit Verletzten alle Personen, die am Unfall beteiligt sind, Hilfe leisten müssen. Unbeteiligte müssen helfen, so weit es ihnen zumutbar ist.
Wird der Patient durch den Ersthelfer geschädigt, stehen zivil- und strafrechtlichen Konsequenzen im Raum. Wer sorgfältig und seiner Erfahrung, seiner Ausbildung und (Fach-)Kenntnis entsprechend handelt, kann nicht wegen fahrlässiger Tötung oder Körperverletzung bestraft werden. Eine zivilrechtliche Haftung könnte aus Art. 41ff des Obligationenrechts entstehen, wo wiederum Fahrlässigkeit und eine widerrechtliche Schädigung gegeben sein muss.

## Ersthelfer und ihre Ausbildung: Qualität und Effektivität

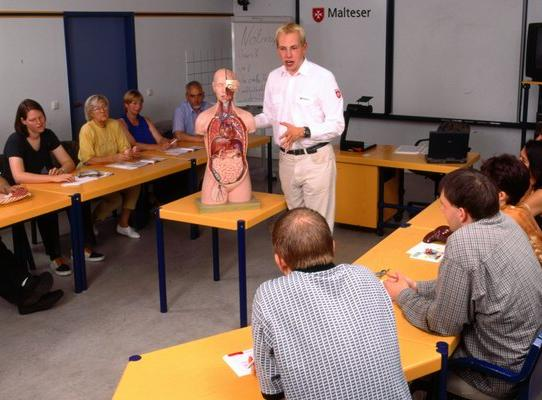
Erste-Hilfe-Kurs

Die mangelnde pädagogische und methodische Qualität vieler Erste-Hilfe-Kurse hat oft Unsicherheiten und unzureichende Praxiskenntnisse der Laienhelfer zur Folge. Wie eine Studie zeigt, wird nicht immer Wichtiges vermittelt, dafür Unnützes erzählt und die Handlungssicherheit der Teilnehmer nicht nachhaltig gefördert. Nicht die erworbenen Fertigkeiten, sondern lediglich die Teilnahme wird bescheinigt.
Entsprechend ist auch die Qualität der Ersten Hilfe: Sie wird von verschiedenen Autoren kritisiert. Burghofer, Köhler et al. wiesen 2007 auf die begrenzten Erfolge von Erste-Hilfe-Maßnahmen durch sogenannte Laienhilfe hin. Zwar sind sie ein unverzichtbares Glied der Rettungskette, werden aber u. a. durch den Umfang und Zeitpunkt der Ausbildung begrenzt. In der Studie wurde bei 431 Primäreinsätzen untersucht, welche Erste-Hilfe-Maßnahmen bei Notfällen vor Eintreffen des Luftrettungsdienstes tatsächlich durchgeführt wurden. Es wurde dokumentiert, ob und wie viele Ersthelfer anwesend waren, über welche Qualifikation sie verfügten, welche Maßnahmen sie durchführten und wer den Notruf abgesetzt hatte. Dabei zeigte sich, dass insbesondere Basismaßnahmen der Reanimation, die richtige Lagerung des Patienten, aber auch der Wärmeerhalt und das Anlegen von sterilen Verbänden häufig unzureichend oder gar nicht durchgeführt wurden. Ersthelfer zeigten sich bei internistischen Notfällen (Bsp.: Herzinfarkt oder Schlaganfall) und bei schwerwiegenden Verletzungen und Erkrankungen oft als überfordert. Der Notruf wurde häufig von Personen des unmittelbaren sozialen Umfelds des Patienten abgesetzt. Mit dem ersten Notruf wurde dabei nur in 53 % aller Fälle direkt die Rettungsleitstelle angesprochen. Der Anteil richtig durchgeführter Maßnahmen betrug selbst nach absolviertem Erste-Hilfe-Kurs nur 62,5 %. Damit haben sich nach Ansicht der Autoren die derzeit bestehenden Ausbildungskonzepte immer noch als unzureichend erwiesen. Sie fordern einen früheren Ausbildungsbeginn, eine regelmäßige Wiederholung der Schulungen sowie eine verstärkte Sensibilisierung für internistische Notfälle.